# NGC 336
NGC 336 is een spiraalvormig sterrenstelsel in het sterrenbeeld Walvis. Het hemelobject ligt ongeveer 228 miljoen lichtjaar van de Aarde verwijderd en werd in 1886 ontdekt door de Amerikaanse astronoom Francis Preserved Leavenworth.

## Synoniemen
- PGC 3470
- ESO 541-2
- IRAS00555-1839